# عنقاء

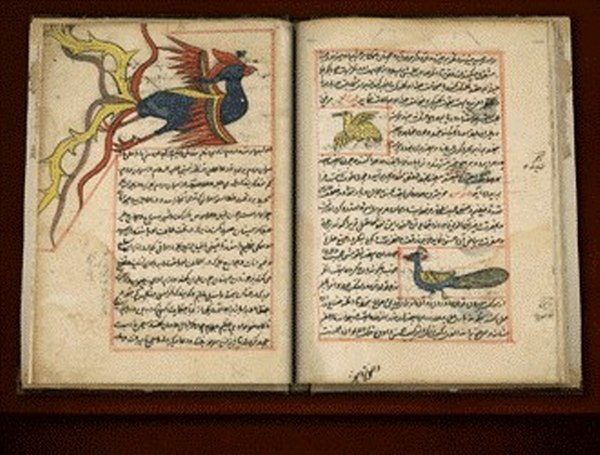
رسم العنقاء في كتاب عجائب المخلوقات وغرائب الموجودات كتبه القزويني.

العَنْقَاء أو العَنْقَاء المُغْرِبُ أو عَنْقَاءُ مُغْرِبِ هو طائر خيالي ورد ذكره في الأساطير العربية القديمة. يمتاز هذا الطائر بالجمال والقوة.

## أصل التسمية في اللغة العربية
ورد في لسان العرب: «والعَنْقاء: طائر ضخم ليس بالعُقاب... وقيل: سمِّيت عَنْقاء لأَنه كان في عُنُقها بياض كالطوق، وقال كراع: العَنْقاء فيما يزعمون طائر يكون عند مغرب الشمس، وقال الزجاج: العَنْقاءُ المُغْرِبُ طائر لم يره أَحد... (قال) أبو عبيد: من أَمثال العرب طارت بهم العَنْقاءُ المُغْرِبُ، ولم يفسره. و رُوِيَ عن ابن الكلبي أنه قال: كان لأهل الرّس نبيٌّ يقال له حنظلة بن صَفْوان، وكان بأَرضهم جبل يقال له دَمْخ، مصعده في السماء مِيلٌ، فكان يَنْتابُهُ طائرة كأَعظم ما يكون، لها عنق طويل من أَحسن الطير، فيها من كل لون، وكانت تقع مُنْقَضَّةً فكانت تنقضُّ على الطير فتأْكلها، فجاعت وانْقَضَّت على صبيِّ فذهبت به، فسميت عَنْقاءَ مُغْرباً، لأَنها تَغْرُب بكل ما أَخذته، ثم انْقَضَّت على جارية تَرعْرَعَت وضمتها إلى جناحين لها صغيرين سوى جناحيها الكبيرين، ثم طارت بها، فشكوا ذلك إلى نبيهم، فدعا عليها فسلط الله عليها آفةً فهلكت، فضربتها العرب مثلاً في أَشْعارها، ويقال: أَلْوَتْ به العَنْقاءُ المُغْرِبُ (أي طارت به)، وطارت به العَنْقاءُ.»
وفي كتاب العين: والعَنْقاءُ: طائِرٌ لم يَبْقَ في أيدي الناس من صِفتها غيرُ اسمِها. ويقالُ بل سُمِّيَتْ به لبياضٍ في عُنقِها كالطَّوق.
وفي معجم الأمثال والحكم: حَلَّقَتْ بِهِ عَنْقَاءُ مُغْرِبٌ: (مَثَل) يضرب لما يئس منه... العَنْقَاء: طائر عظيم معروف الاسم مجهول الجسم، وأغرب: أي صار غريباً، وإنما وُصِف هذا الطائر بالمُغْرِب لبعده عن الناس، ولم يؤنثُوا صفته لأن العنقاء اسمٌ يقع على الذكر والأنثى كالدابة والحية، ويقال: عَنْقَاءُ مُغْرِبٌ على الصفة ومُغْرِبِ على الإضافة... طاَرتْ بِهِمِ الْعَنْقَاءُ: قال الخليل: سميت عنقاء لأنه كان في عُنُقها بياض كالطَّوْق، ويقال: لطولٍ في عنقها، قال ابن الكلبي: كان من أهل الرس رجل صالح يقال له: حَنْظَلة بن صَفْوَان، وكان بأرضهم جبل يقال له دَمْخ مَصْعَدُه في السماء مِيل، وكانت تَنْتَابُه طائرة كأعظم ما يكون لها عنق طويل، من أحسن الطير، فيها من كل لون، وكانت تَقَعُ منتصبة، فكانت تكون على ذلك الجبل تنقَضُّ على الطير فتأكله، فجاعت ذاتَ يوم وأَعْوَزَتِ الطير فانقضَّتْ على صبي فذهبت به، فسميت: ”عَنْقَاء مُغْرِب” بأنها تغرب كل ما أخذته ثم إنها انقضَّتْ على جارية فضَمَّتها إلى جناحين لها صغيرين ثم طارت بها، فشكَوْا ذلك إلى نبيهم، فقال: اللهم خُذْهَا، واقْطَعْ نَسْلَها، وسَلطْ عليها آفة، فأصابتها صاعقة فاحترقت، فضربتها العربُ مَثَلاً في أشعارها.
وفي مفردات اللغة: وعَنْقَاءُ مُغْرِبٌ وُصِفَ بذلك لأنهُ يقالُ كان طَيراً تَنَأوَلَ جَارِيَةً فأغْرَبِ بها، يقالُ عَنْقَاءُ مُغْرِبٌ وعَنْقَاءُ مُغْرِبِ بالإضافَةِ.

## في الشعر
وردت أيضا في أشعار العرب، فقال بعضهم:
وقال آخر:
وقال آخر:
وقال آخر:
وقال الهذلي:
وقال آخر: